# Sposób na spędzanie czasu
Sposób na spędzanie czasu (tytuł oryg. Spinout) – amerykański komediowy film muzyczny w reżyserii Normana Tauroga wydana 23 listopada 1966 roku.
Film zarobił 3 000 000 dolarów amerykańskich.

## Fabuła
Mike McCoy (Elvis Presley) jest piosenkarzem, czekają go zmagania z trzema pięknymi kobietami, każda z nich che zostać jego żoną.

## Osada
Źródło: Filmweb

- Elvis Presley – Mike McCoy
- Shelley Fabares –  Cynthia Foxhugh
- Diane McBain – Diana St. Clair
- Dodie Marshall – Susan
- Deborah Walley – Les
- Jack Mullaney – Curly
- Will Hutchins – Lt. Tracy Richards
- Warren Berlinger – Philip Short
- Jimmy Hawkins – Larry
- Carl Betz – Howard Foxhugh
- Cecil Kellaway – Bernard Ranley
- Una Merkel – Violet Ranley
- Frederick Worlock – Blodgett
- Dave Barry – Harry
- Rita Wilson – Bit Girl